# پیپ مرشام

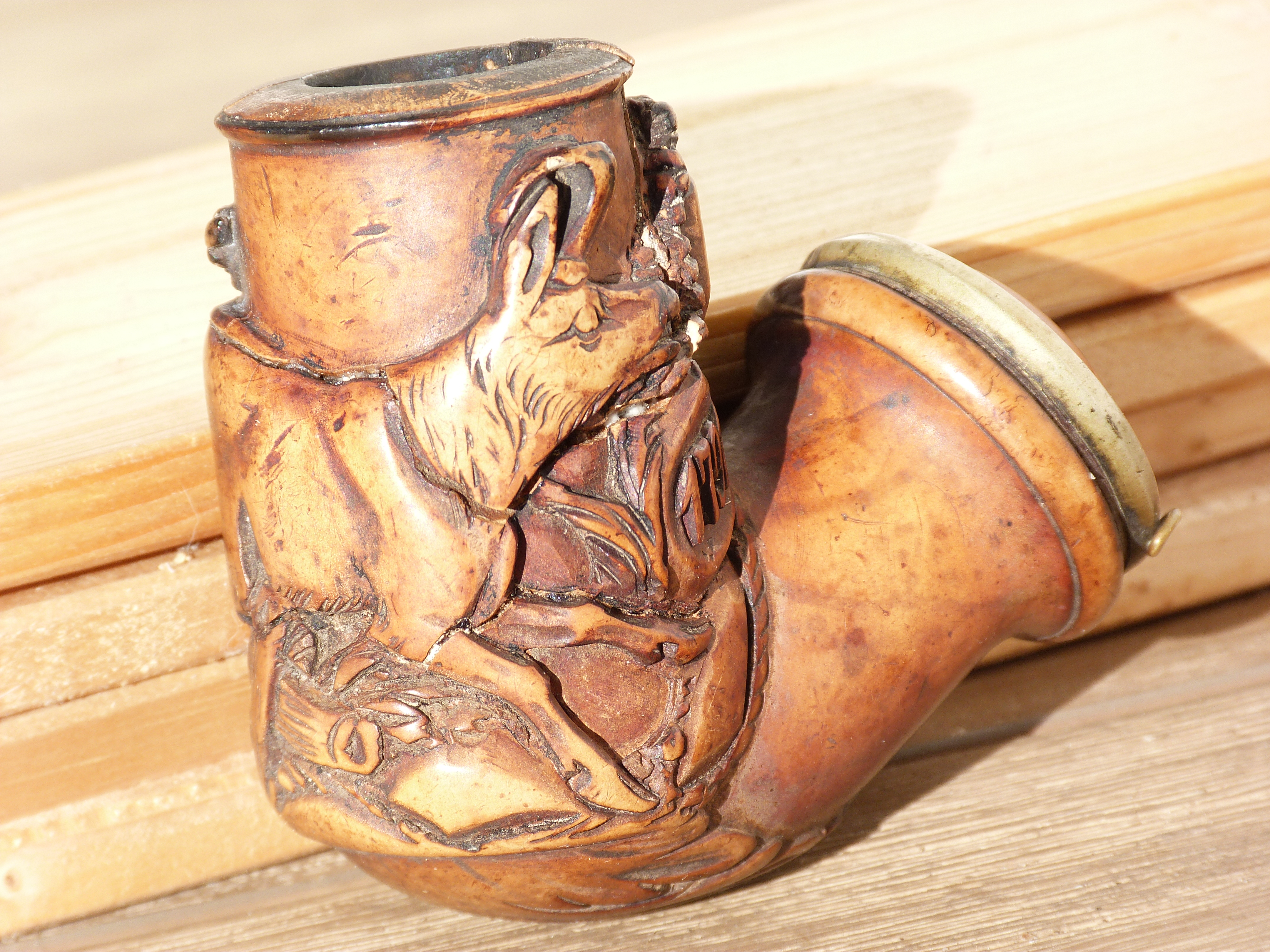
پیپ ساخته شده از مرشام، بوداپست، مجارستان، ۱۷۹۱

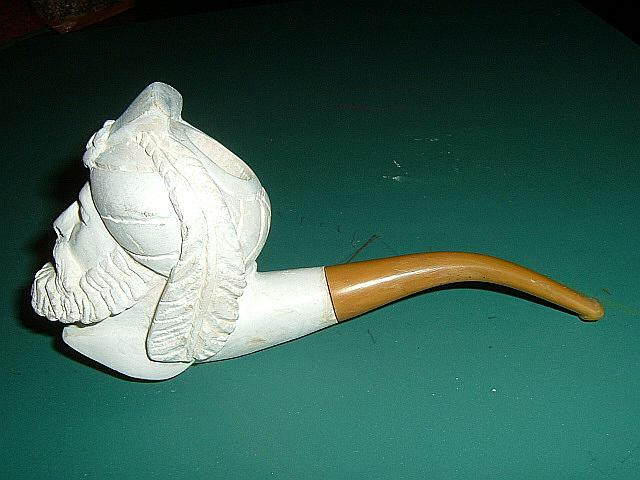
یک پیپ استفاده نشده از مرشام

پیپ مرشام یک پیپ ساخته شده از ماده معدنی سپیولیت است، که با عنوان مرشام نیز شناخته شده است. مرشام (تلفظ آلمانی: [ˈme:ɐ̯ʃaʊ̯m]، لغتی آلمانی برای «کف دریا» است که گاهی اوقات شناور در دریای سیاه یافت می‌شود و بیشتر تحت عنوان کف دریا شناخته می‌شود (از این رو منشأ آلمانی این نام و همچنین نام فرانسوی با همین ماده است، écume de mer)
خاصیتی که این سنگ دارد این است که می‌توان حکاکی‌های بسیار ظریف وروی آن انجام داد.
از قرن ۱۷ برای ساخت پیپ از این ماده معدنی استفاده می‌شد؛ نام دیگر مرشام «کف دریا» و رنگ طبیعی آن سفید است. چگالی پایینی دارد؛ یک ماده معدنی متخلخل است که باعث جذب بسیاری از مواد تنباکو در حین کشیدن پیپ می‌شود و در طول زمان رنگ آن به قهوه ای مایل به طلایی تغییر پیدا می‌کند.
در قدیم در کشور انگلستان پیپ‌های مرشام در بین کلکسیونرها قیمت گذاری و خرید و فروش می‌شد و به عنوان کالایی لوکس شناخته می‌شد.

## پیشینه

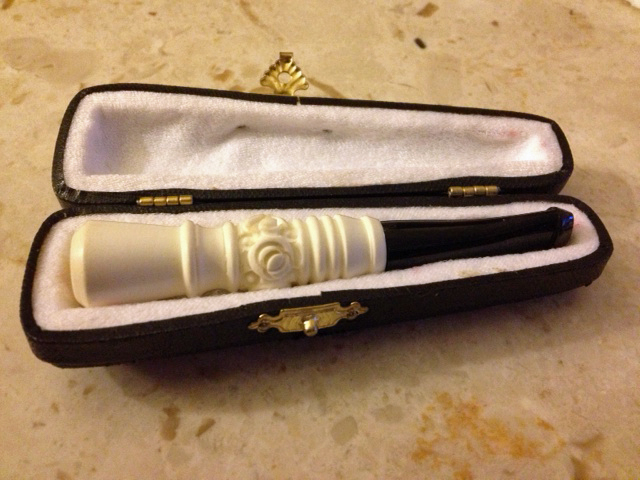
یک چپق سیگار از جنس مرشام ساخت ترکیه

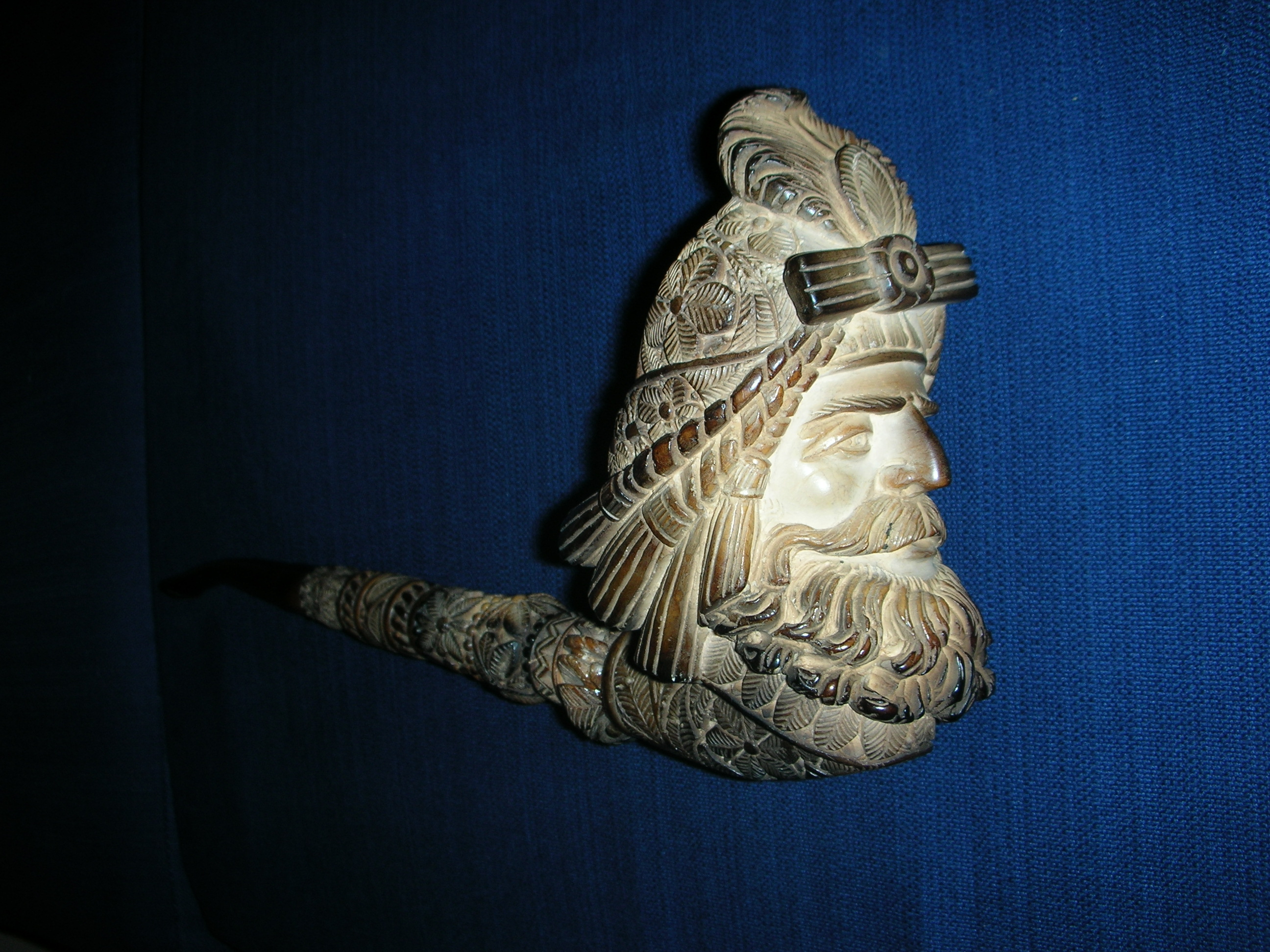
پیپ‌های مرشام ممکن است از نظر قدمت و تعدد استفاده دارای رنگی قوی باشند.

اولین استفاده ثبت شده از مرشام برای ساخت پیپ به سال ۱۷۲۳ بازمی‌گردد. این ماده به سرعت به عنوان ماده ای مناسب برای تهیه دود خنک، خشک و طعم آور مورد توجه واقع شد. مرشام بخاطر داشتن طبیعت متخلخل، رطوبت و تنباکو از اعماق این سنگ کشیده می‌شود. مرشام جایگزین اصلی برای لوله‌های خشتی (سفالین) آن زمان شد و تا به امروز این مزیت خود را حفظ نموده است. اگرچه از اواسط دهه ۱۸۰۰ لوله‌های پیپ از جنس چوب erica arbora به رایج‌ترین لوله‌های پیپ تبدیل شده‌اند.
با آغاز استفاده از چوب «بریار» از گیاه (Erica arbora)، از اوایل دهه ۱۸۲۰، تقاضا برای پیپ‌های سفالی و در مرحله بعد، پیپ‌های مرشام را تا حد زیادی کاهش داد. ویژگی‌های مرشام با قرار دادن «استم‌های بریار» همراه با کاسه ای از جنس مرشام ترکیب شده است. برخی افرادی که از پیپ استفاده می‌کنند بر این باورند که پیپ‌های چوبی مرشام با دسته چوبی از جنس گیاه مزبور تخلخل و کیفیت بالایی از دود را ایجاد می‌کنند که بعلت کیفیت جذب حرارتی و ماندگاری چوب مورد استفاده است. با این حال قبل از تمیز کردن لوله باید مرشام خنک شود و چوب بریار پس از چند روز استعمال باید استراحت کند، بنابراین این ترکیب با برخی از اشکالات هر دو ماده همراه است. نازکی آستر می‌تواند تأثیری در میزان دوام پیپ داشته باشد و برخی از افراد پیپ‌های خود را تمیز نمی‌کنند و باعث ترک خوردگی مرشام می‌شود.

## مشخصات
پس از استعمال، پیپ‌های مرشام به تدریج تغییر رنگ می‌دهند و پیپ‌های قدیمی مرشام سایه‌هایی از زرد، نارنجی، قرمز و کهربای را از پایه به بالا ایجاد می‌کنند. هنگامی که برای استفاده به عنوان پیپ آماده می‌شود، گره‌های طبیعی ابتدا جدا می‌شوند تا ماتریس خاکی قرمز حذف شود، سپس در یک کوره خشک می‌شود، دوباره خراشیده می‌شود و با موم صیقل می‌یابد. توده‌های خمیده شکل که به این ترتیب تهیه می‌شوند، تراشیده و حک شده‌اند، با کاغذ شیشه ای صاف می‌شوند، در موم یا استئارین گرم می‌شوند و در آخر با خاکستر استخوان جلا داده می‌شوند.

## استفاده جهانی

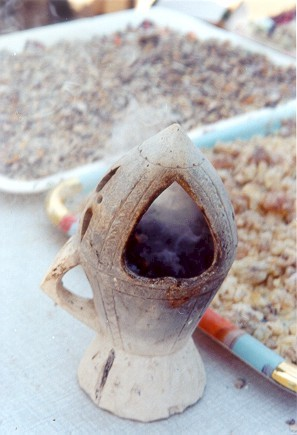
dabqaad، یک مشعل سنتی بخور در سومالی و جیبوتی است که از مرشام ساخته شده است

محصولات مرشام حکاکی شده ترکیه به‌طور سنتی در مراکز تولیدی مانند وین ساخته می‌شدند. با این وجود، از دهه ۱۹۷۰، ترکیه صادرات گره‌های مرشام را ممنوع اعلام کرد و سعی در ایجاد یک صنعت محلی مرشام کرد؛ بنابراین تولیدکنندگان مشهور زمانی ناپدید شده‌اند و تولیدکنندگان پیپ‌های اروپایی برای پیپ‌های خود به منابع دیگر مراجعه می‌کنند.
یکی دیگر از انواع پیپ مرشام، پیپ کابالاش ساخته شده توسط نمادهای داستانی ویلیام گیلت است که توسط شخصیت داستانی شرلوک هولمز به تصویر کشیده شده است. کالاباش نوعی خوراکی شبیه به کدو است که به‌طور خاص برای استفاده در پیپ‌ها پرورش یافته است. با قرار دادن بلوک‌های کوچک در زیر ساقه، و وادار کردن آن به تغییر شکل به منحنی ملایم، شکل را تعیین می‌کند. کدو رسیده، بُرش خورده و خشک می‌شود و سپس برای دریافت یک کاسه مرشام با واشر چوب پنبه ای نصب می‌شود. پیپ تمام شده یکی از جالبترین و خشک‌ترین دودهای موجود را ارائه می‌دهد.
در سومالی و جیبوتی، از مرشام برای ساخت dabqaad، یک سنتی بخور دادن سوز، استفاده می‌شود. این ماده معدنی در منطقه البور استخراج می‌شود، که دومی بعنوان مرکزی برای استخراج معادن در نظر گرفته شده است. ال بوور همچنین محل استقرار صنعت پیپ سازی محلی است.

## مواد مشابه
مشابه‌هایی از این پیپ در پلاستر پاریس و سایر مکانها ساخته می‌شود.
کانی خاکی نرم و سفید از Långbanshyttan، در ورملاند، سوئد معروف به aphrodite (یونانی: sea foam)،  شباهت زیادی با مرشام دارد. آن را مترادف با اسمکتیت: خاک رس stevensite دانسته‌اند.

### مرشام آفریقایی
این ماده در کشورهای مختلف آفریقایی موجود است و فرم و ساختاری متفاوت با میرشام ترکیه ای دارد.
در مقایسه با میرشام ترکیه ای، ساختاری سخت‌تر و سنگین تر دارد و اغلب توسط سازندگان پیپ در انگلستان مورد استفاده قرار می‌گیرد و امروزه نیز می‌توان نمونه‌های از آن را می‌توان مشاهده کرد.
کاسه پیپ‌ها معمولاً از این جنس ساخته می‌شوند و مقاوم در برابر آتش و حرارت و بدنه آنها با رنگ‌های روشن بعنوان عمل نهایی رنگ آمیزی می‌شوند.
معمولاً در این گونه پیپ‌ها لبه‌های آتشگاه به رنگ تیره و مشکی رنگ می‌شوند.